# Schönbach (Elta)
Der Schönbach ist ein mit seinem etwas längeren rechten Oberlauf Brandgraben zusammen etwa 10 km langer Bach auf der Baar im südlichen Baden-Württemberg. Nach einem zumeist südostwärts orientierten Lauf mündet er beim Dorf Oberflacht der Gemeinde Seitingen-Oberflacht von rechts in die Elta, einen Nebenfluss der oberen Donau.

## Geographie

### Verlauf
Der Schönbach entspringt zwischen Weigheim (Stadt Villingen-Schwenningen) und Schura (Stadt Trossingen) nahe der Wendelinskapelle. Die Quelle, der Trackenbrunnen, befindet sich nur wenig westlich der A 81 noch auf Weigheimer Gemarkung. Sie wurde beim Bau der Autobahn verdolt. Kurz nach der Quelle erhält er Zuflüsse vom Kindlebrunnen (links) und aus dem noch etwas längeren Brandgraben (rechts, von der Gemarkung Tuningen).
Der Schönbach fließt zuerst nach Osten durch Schura. Danach wendet er sich in südöstliche Richtung und erhält einen Zufluss vom Neuenbach (rechts). Er fließt weiter durch Durchhausen und Oberflacht. Nach rund zehn Kilometern, unmittelbar südlich von Seitingen, mündet er in die dort noch kürzere Elta.

### Einzugsgebiet
Die nordwestliche und nördliche Einzugsgebietsgrenze ist Teil der Europäischen Wasserscheide Rhein-Donau, schon etwa 200 m nördlich und westlich der Schönbach-Quelle fließen die Gewässer in den Neckar und damit in den Rhein. Der höchste Punkt liegt an der südwestlichen Wasserscheide auf dem Gipfel des 975,5 m ü. NHN hohen Lupfens südlich von Durchhausen.

### Zuflüsse
Hierarchische Liste ausgewählter Zuflüsse, jeweils von der Quelle zur Mündung. Gewässerlänge, Einzugsgebiet und Höhe nach den entsprechenden Layern auf der Onlinekarte der LUBW. Andere Quellen für die Angaben sind vermerkt.
- Brandgraben, rechter Oberlauf von Südwesten, 2,0 km
- Schönbach, linker Oberlauf von Westen, 1,0 km
- (Bach am Mesnerwald), von links und Nordosten am Ziegelhof nach Schura, 0,6 km
- Neuenbach, von rechts und Westsüdwesten auf 718,4 m ü. NHN[2] gegenüber dem Ziegelhof, 0,7 km
- Hasenlochgraben, von rechts und Westsüdwesten vor dem Lerchenbohlhof, 2,3 km
- Riedwiesengraben, von rechts und Südsüdwesten auf 715,3 m ü. NHN[2] nach dem Lerchenbohlhof, 1,8 km
- Mühlbach, von rechts und Westen in Seitingen-Oberflacht-Oberflacht, 3,3 km mit rechtem Oberlauf Vorderbessertalgraben
  - Vorderbessertalgraben, rechter Oberlauf von Westsüdwesten, 0,9 km
  - Hinterbessertalgraben, linker Oberlauf von Westnordwesten, 0,8 km
  - Bach im Stockfeld, von rechts und Südwesten am Ortsanfang von Oberflacht, 0,8 km
  - Weißenbach, von rechts und Südsüdwesten in der Ortsmitte von Oberflacht, 1,4 km

## Tourismus
Der Main-Neckar-Rhein-Weg des Schwäbischen Albvereins verläuft von Schura bis Durchhausen wenig neben dem Bach und kreuzt unterhalb des Dorfes das Tal auf dem Weg vom Lupfen zum Hohenkarpfen.

### LUBW
Amtliche Online-Gewässerkarte mit passendem Ausschnitt und den hier benutzten Layern: Lauf und Einzugsgebiet des Schönbachs

Allgemeiner Einstieg ohne Voreinstellungen und Layer: Daten- und Kartendienst der Landesanstalt für Umwelt Baden-Württemberg (LUBW) (Hinweise)
1. 1 2  Länge nach dem Layer Gewässernetz (AWGN).
2. 1 2  Einzugsgebiet nach dem Layer Basiseinzugsgebiet (AWGN).
3. ↑  Höhe nach grauer Beschriftung auf dem Hintergrundlayer Topographische Karte.
4. ↑  Höhe nach dem Höhenlinienbild auf dem Hintergrundlayer Topographische Karte.

### Andere Belege
1. ↑  Friedrich Huttenlocher: Geographische Landesaufnahme: Die naturräumlichen Einheiten auf Blatt 178 Sigmaringen. Bundesanstalt für Landeskunde, Bad Godesberg 1959. → Online-Karte (PDF; 4,3 MB)
2. 1 2  Höhe nach blauer Beschriftung auf dem Layer WMS LGL-BW Topographische Freizeitkarte 1:25.000 auf: Geoportal Baden-Württemberg (Hinweise)